# Loos-en-Gohelle
Pour les articles homonymes, voir Loos.
Loos-en-Gohelle (prononcer [lɔs ɑ̃ ɡɔɛl]) est une commune française située dans le département du Pas-de-Calais en région Hauts-de-France. Ses habitants sont appelés les Loossois. Loos-en-Gohelle est membre de la communauté d'agglomération de Lens-Liévin.
La Compagnie des mines de Béthune y a ouvert sa fosse no 5 - 5 bis, puis la Compagnie des mines de Lens ses fosses no 11 - 19 (préservée), 12, 14 bis, 15 - 15 bis et 16. Il s'agissait donc d'une des principales communes minières du bassin minier du Nord-Pas-de-Calais. Depuis 2012, la valeur universelle et historique du bassin minier du Nord-Pas-de-Calais est reconnue et inscrite sur la liste du patrimoine mondial de l’UNESCO, parmi les 353 sites du bassin minier inscrits au patrimoine mondial de l’UNESCO, un site se trouve dans la commune. On y trouve les deux plus hauts terrils houillers d'Europe (184 et 182 m). Au XXIe siècle, elle a une longueur d'avance en matière de transition écologique.
C'est sur le territoire de la commune que se déroule la bataille de Loos, une des principales offensives menées par les Britanniques sur le front ouest en 1915, pendant la Première Guerre mondiale.

## Géographie

### Localisation
Localisée dans le sud-est du département du Pas-de-Calais, Loos-en-Gohelle est une commune urbaine du bassin minier du Nord-Pas-de-Calais, limitrophe des communes de Lens (chef-lieu d'arrondissement) et Liévin au sud et entourée de grandes plaines cultivées.
Le territoire de la commune est limitrophe de ceux de neuf communes.
Les communes limitrophes sont  Bénifontaine, Grenay, Haisnes, Hulluch, Lens, Liévin, Mazingarbe, Vendin-le-Vieil et Vermelles.

### Géologie et relief
La superficie de la commune est de 12,7 km2 ; son altitude varie de 31  à   74 m.

### Hydrographie
La commune est située dans le bassin Artois-Picardie. Elle n'est drainée par aucun cours d'eau,.

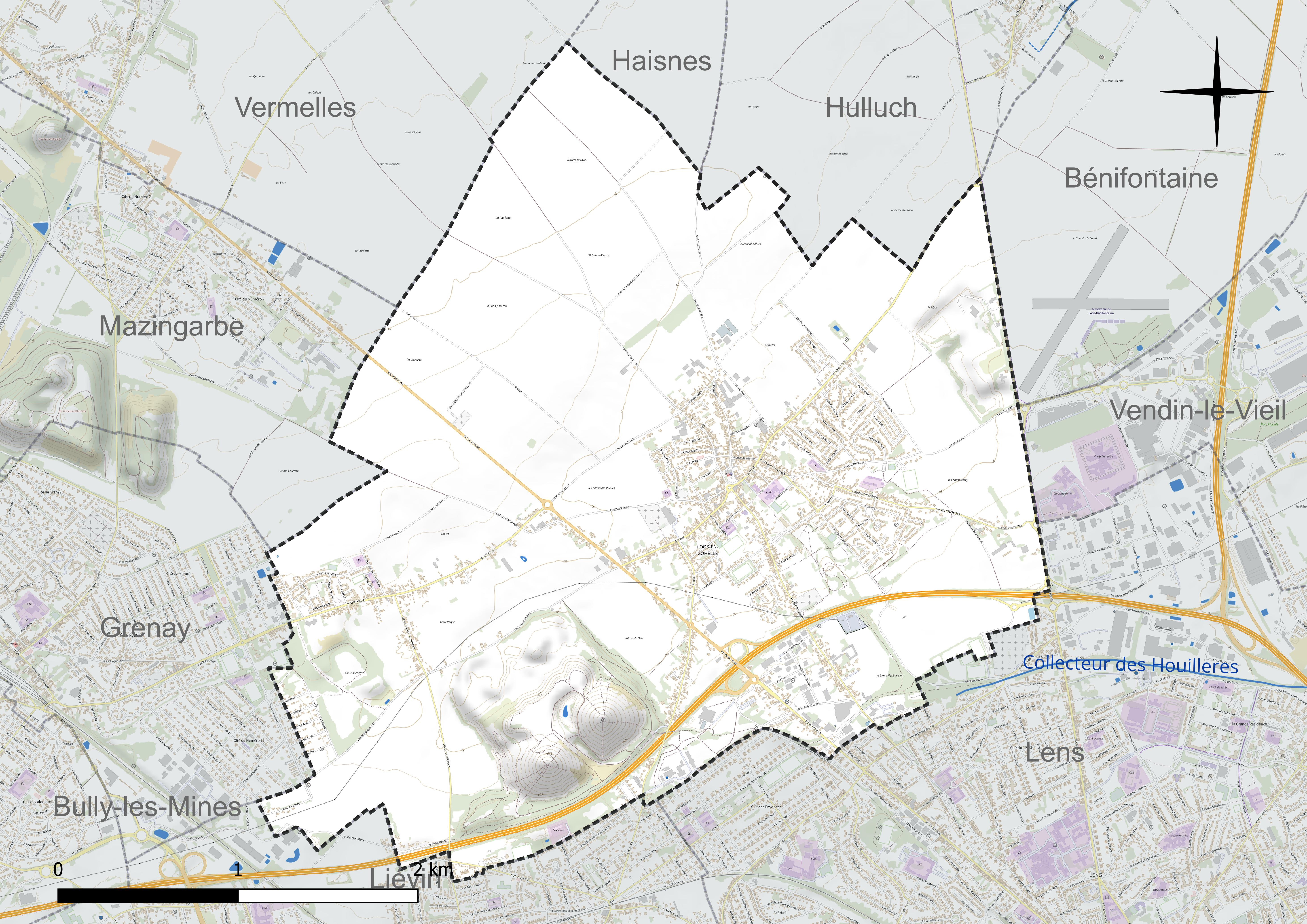
Réseau hydrographique de Loos-en-Gohelle.

### Climat
Pour des articles plus généraux, voir Climat des Hauts-de-France et Climat du Nord-Pas-de-Calais.
En 2010, le climat de la commune est de type climat océanique dégradé des plaines du Centre et du Nord, selon une étude du CNRS s'appuyant sur une série de données couvrant la période 1971-2000. En 2020, Météo-France publie une typologie des climats de la France métropolitaine dans laquelle la commune est exposée à un climat océanique et est dans la région climatique Nord-est du bassin Parisien, caractérisée par un ensoleillement médiocre, une pluviométrie moyenne régulièrement répartie au cours de l'année et un hiver froid (3 °C).
Pour la période 1971-2000, la température annuelle moyenne est de 10,3 °C, avec une amplitude thermique annuelle de 14,3 °C. Le cumul annuel moyen de précipitations est de 718 mm, avec 12,4 jours de précipitations en janvier et 8,7 jours en juillet. Pour la période 1991-2020, la température moyenne annuelle observée sur la station météorologique la plus proche, située sur la commune de Douai à 22 km à vol d'oiseau, est de 11,0 °C et le cumul annuel moyen de précipitations est de 729,2 mm,. Pour l'avenir, les paramètres climatiques de la commune estimés pour 2050 selon différents scénarios d'émission de gaz à effet de serre sont consultables sur un site dédié publié par Météo-France en novembre 2022.

### Milieux naturels et biodiversité

#### Zone naturelle d'intérêt écologique, faunistique et floristique
L'inventaire des zones naturelles d'intérêt écologique, faunistique et floristique (ZNIEFF) a pour objectif de réaliser une couverture des zones les plus intéressantes sur le plan écologique, essentiellement dans la perspective d'améliorer la connaissance du patrimoine naturel national et de fournir aux différents décideurs un outil d'aide à la prise en compte de l'environnement dans l'aménagement du territoire.
Le territoire communal comprend une ZNIEFF de type 1 : les terrils jumeaux no 11-19 de Loos-en-Gohelle, d'une superficie de 75 ha et d'une altitude variant de 59  à   187 mètres. Ces deux terrils coniques reliés par un plateau sont les plus remarquables de tout le bassin minier.

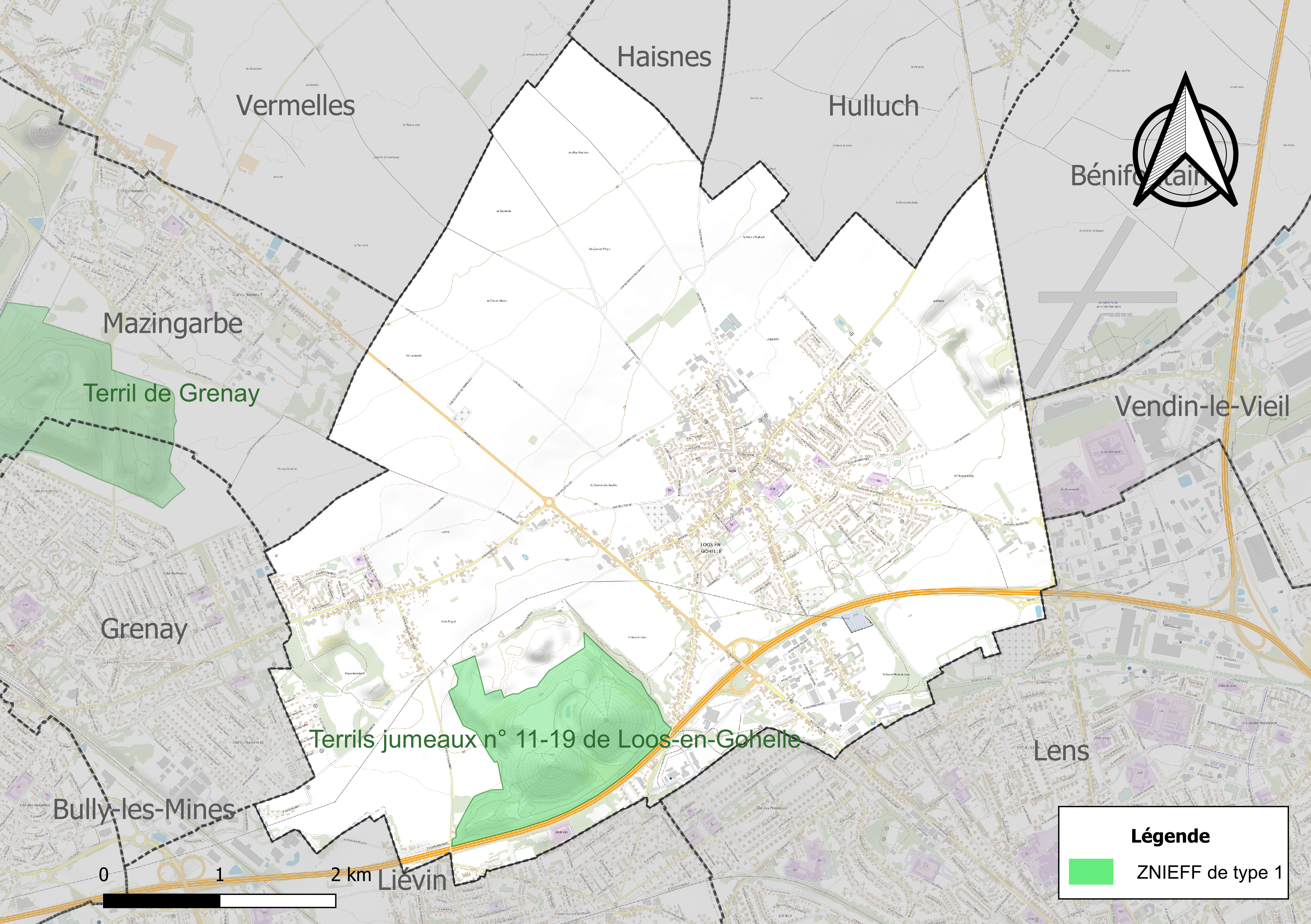
Carte de la ZNIEFF sur la commune.

#### Espèces faunistiques et floristiques
L’Inventaire national du patrimoine naturel (INPN) recense plusieurs espèces faunistiques et floristiques sur le territoire de la commune dont certaines sont protégées et d’autres menacées et quasi-menacées.

## Urbanisme
Loos-en-Gohelle est une commune essentiellement résidentielle, composée principalement de petites maisons individuelles anciennes (habitat minier).

### Typologie
Au 1er janvier 2024, Loos-en-Gohelle est catégorisée ceinture urbaine, selon la nouvelle grille communale de densité à sept niveaux définie par l'Insee en 2022.
Elle appartient à l'unité urbaine de Douai-Lens, une agglomération inter-départementale regroupant 67  communes, dont elle est une commune de la banlieue,,. Par ailleurs la commune fait partie de l'aire d'attraction de Lens - Liévin, dont elle est une commune de la couronne,. Cette aire, qui regroupe 50 communes, est catégorisée dans les aires de 200 000 à moins de 700 000 habitants,.

### Occupation des sols
L'occupation des sols de la commune, telle qu'elle ressort de la base de données européenne d'occupation biophysique des sols Corine Land Cover (CLC), est marquée par l'importance des territoires agricoles (65,2 % en 2018), une proportion sensiblement équivalente à celle de 1990 (65,1 %). La répartition détaillée en 2018 est la suivante : 
terres arables (60,7 %), zones urbanisées (19,5 %), mines, décharges et chantiers (10,5 %), zones industrielles ou commerciales et réseaux de communication (4,9 %), prairies (2,5 %), zones agricoles hétérogènes (2 %). L'évolution de l'occupation des sols de la commune et de ses infrastructures peut être observée sur les différentes représentations cartographiques du territoire : la carte de Cassini (XVIIIe siècle), la carte d'état-major (1820-1866) et les cartes ou photos aériennes de l'IGN pour la période actuelle (1950 à aujourd'hui).

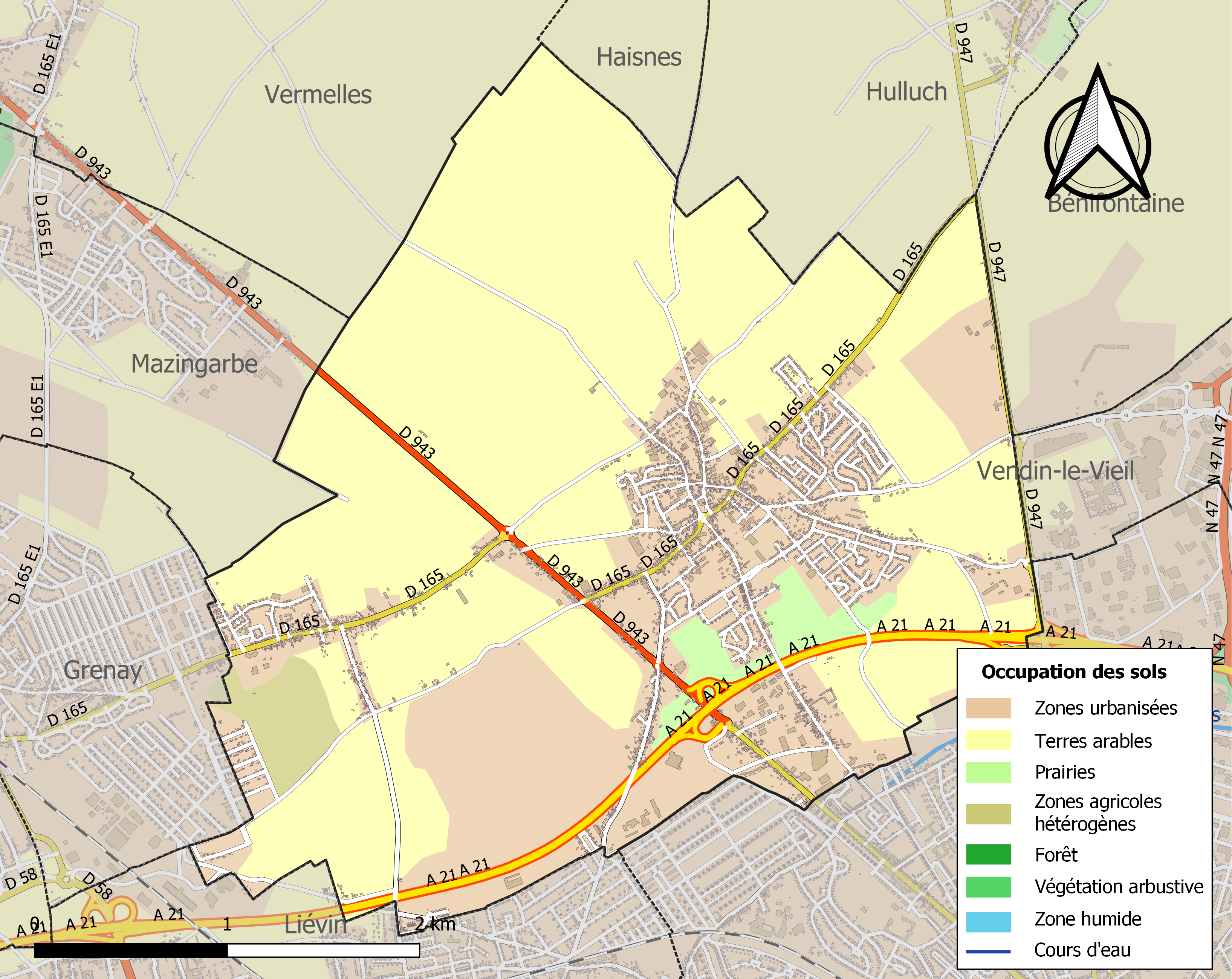
Carte des infrastructures et de l'occupation des sols de la commune en 2018 (CLC).

### Logement
En 2021, le nombre total de logements dans la commune était de 3 024, alors qu'il était de 2 832 en 2015 et de 2 706 en 2010
, soit une progression du nombre total de logements de 11,8 % depuis 2010.
Parmi ces 3 024 logements, 94,3 % étaient des résidences principales, (soit 2 851 logements), 0,2 % des résidences secondaires et 5,6 % des logements vacants. Ces logements étaient pour 87,6 % d'entre eux des maisons individuelles et pour 10,0 % des appartements.
Sur les 2 851 résidences principales, 58,5 % sont occupées par des propriétaires,  40,6 % par des locataires et 0,9 % par des personnes logées gratuitement.
Le tableau ci-dessous présente la typologie des logements à Loos-en-Gohelle en 2021 en comparaison avec celle du Pas-de-Calais et de la France entière. Une caractéristique marquante du parc de logements est ainsi la faible proportion des résidences secondaires et logements occasionnels (0,2 %) par rapport au département (6,5 %) et à la France entière (9,7 %) ainsi que d'une proportion de logements vacants (5,6 %) inférieure à celle du département (7,3 %) et de la France entière (8,1 %).
| Typologie                                               | Loos-en-Gohelle | Pas-de-Calais | France entière |
| ------------------------------------------------------- | --------------- | ------------- | -------------- |
| Résidences principales (en %)                           | 94,3            | 86,1          | 82,2           |
| Résidences secondaires et logements occasionnels (en %) | 0,2             | 6,5           | 9,7            |
| Logements vacants (en %)                                | 5,6             | 7,3           | 8,1            |

## Toponymie

### Attestations anciennes
Le nom de la localité est attesté sous les formes Lohæ en 1091 (abb. d'Anchin), Lohes en 1211 (cart. de Saint-Barthélemy, n° 20), Laude en 1248 (cart. d'Aubigny), Loæ au XIIIe siècle (obit. Atrebat., f° 93 r°), Lohees au XIIIe siècle (obit. Atrebat., f° 52 r°), Loes en 1239 (chap. d'Arr., c. H-L), Los vers 1250 (Boutaric, t. I, p. cccxiv a), Loeces vers 1304 (chron. Artés., p. 63), Lohez en 1340 (titres et comptes d'Art., t. III, f° 52, n° 1), Lohues en 1344 (chap. de Lens), Lochez en 1515 (Arch. nat., J. 1005, n° 2), Lois en XVIe siècle (obit. Atrebat.), Loches en 1518 (Arch. nat., J. 795, n° 47, f° 12 r°), Lhoes en 1655 (arch. du nord de la France, 3e sér., t. VI, p. 227), Lhot au XVIIIe siècle (Arch. nat., P. 2047).

### Étymologie
La seule forme présentant un [d] à l'intervocalique est postérieure aux attestations initiales de 1091 et de 1211 (voir supra).
Il s'agit d'une formation toponymique médiévale caractérisée par la fixation d'un appellatif germanique, à savoir lôh « bois », qui est en réalité du vieux haut allemand et il signifie plus largement « forêt », tandis que le vieil anglais lēah a le sens de « terrain boisé, essart, pré ». Ernest Nègre y voit directement le flamand loo « bois » doté d'un -s final, marque du pluriel roman. Dans le cas présent, ce ne peut être que le vieux saxon, le vieux bas francique ou l'ancien néerlandais *lōh, *lō (non attestés), déduits du néerlandais lo, loo qui a le sens de « clairière, essart, pré dans une clairière », mais aussi spécifiquement « forêt clairsemée sur un sol sableux ». Le mot est en fin de compte assez polysémique. On le reconnaît également dans les lieux homonymes Loos (Nord, Lohes 1104) et Loon-Plage (Nord, Loen début XIVe siècle, avec flexion en -n), ainsi que dans le composé Looberghe (Nord),.
Une autre hypothèse est avancée sur la base de deux formes Lothas en 1051 et Lothes en 1076 - 1089, formes rejetées par les auteurs précédents ou simplement ignorées, à savoir la fixation d'un autre appellatif germanique lauÞo- (lire *lautho-) également doté d'un pluriel roman et signifiant « pré marécageux », les deux Loos étant situés dans des dépressions de terrains.
En 1937, après de multiples confusions avec Loos-lez-Lille (aujourd'hui Loos), on adjoint au nom de la commune le nom de la région : la Gohelle, vaste région boisée recouvrant quasiment le bassin minier du Nord-Pas-de-Calais et un petit pays traditionnel faisant partie de l'Artois, la ville de  Lens est considérée comme son point central. Hypothétiquement, le nom pourrait venir du vieil allemand « göll », qui signifie « stérile », du mot, bas-latin, Gauharia  signifiant « région couverte de taillis ».

## Histoire

### Les guerres
De nombreux monuments et cimetières témoignent des destructions lors de la bataille de Lens (Condé), se déroulant essentiellement sur Loos, et de la Première Guerre mondiale.

#### Première Guerre mondiale

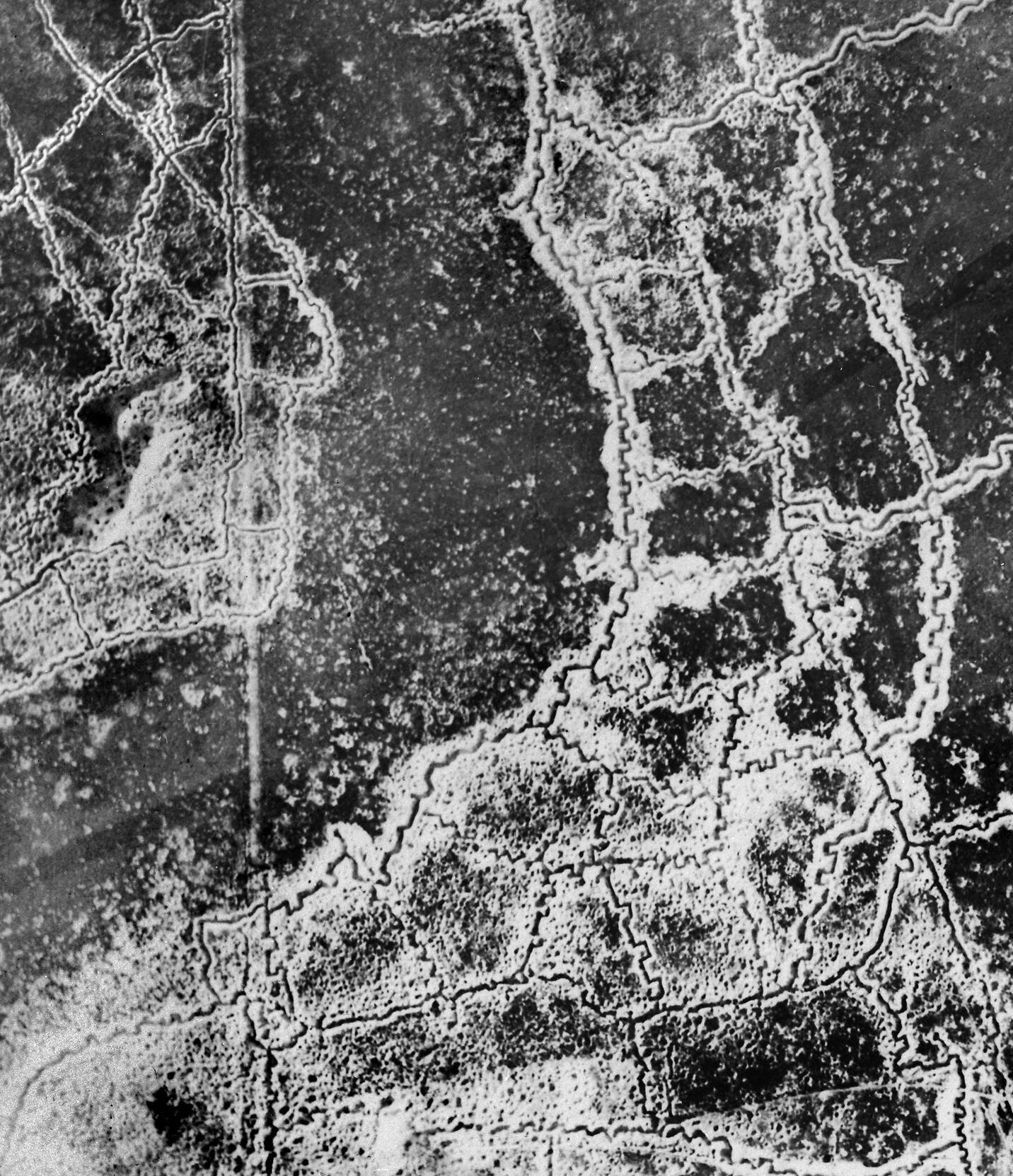
Ligne de tranchées et no man's land, entre Loos et Hulluch, photographié d'avion le 22 juillet 1917, trois ans après le début de la Première Guerre mondiale. Les tranchées allemandes sont à droite et en bas de la photo. Les tranchées anglaises sont en haut à gauche. La verticale qui traverse la photo est ce qui reste d'une route.

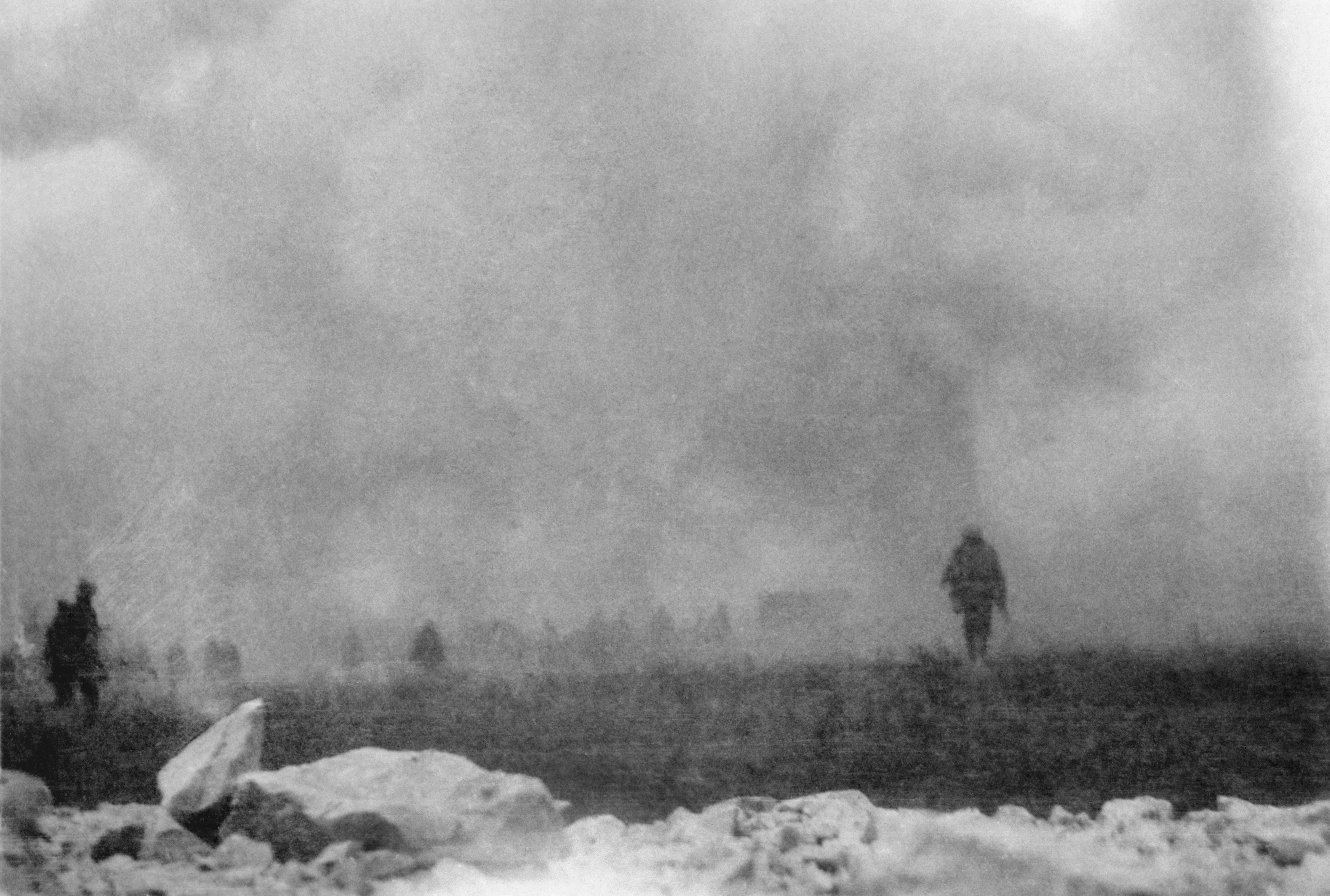
Alors que les habitants avaient déserté la commune, les soldats doivent y subir de violentes attaques, y compris au gaz.

La bataille de Loos, composante britannique de l'offensive alliée connue sous le nom de deuxième bataille de l'Artois, fut une des principales offensives menées par les Britanniques sur le front ouest en 1915, pendant la Première Guerre mondiale.
Le 25 septembre 1915, une habitante, Émilienne Moreau-Évrard, 17 ans, guide les Écossais au combat puis organise une ambulance qu'elle contribue à défendre les armes à la main,.
Le 4 octobre 1915, Loos-en-Gohelle est repris par les Anglais. Les Allemands font alors sauter les cuvelages des mines et dynamitent les chaudières à Lens alors qu'à Liévin depuis octobre 1914 ils jettent les berlines dans les puits et détruisent les échelles et les guides des cages. Au moment de l'attaque contre la colline de Lorette en 1916, un plan rationnel de dynamitage des cuvelages fait que la nappe remonte et noie tous les puits du bassin. Sentant la défaite approcher, les Allemands achèvent ce sabotage par la destruction de ce qui reste des carreaux de mines en 1918 à Lens, Liévin, Carvin, Courrières. À l'issue de la guerre, il ne reste sur la commune aucune construction entière et les arbres eux-mêmes n'avaient pas survécu au pilonnage des artilleries.
Seuls trois cent vingt habitants (sur trois mille) sont restés dans la ville lors de l'occupation allemande. Située en Zone rouge, la commune a subi les violents combats de la Première Guerre mondiale, et fut détruite à 100 %. Encore aujourd'hui, les séquelles persistent avec la découverte de munitions non explosées, de billes de plomb (d'obus shrapnels).
Il faut attendre 1929 pour que la reconstruction soit à peu près achevée.
La commune est décorée de la croix de guerre 1914-1918 par décret du 25 septembre 1920, distinction également attribuée à 276 autres communes du Pas-de-Calais.

#### Seconde Guerre mondiale
C'est dans la commune proche de Montigny-en-Gohelle, dans le Pas-de-Calais, à la fosse 7 de la Compagnie des mines de Dourges, que la grève patriotique des cent mille mineurs du Nord-Pas-de-Calais en mai-juin 1941 a démarré, avec Émilienne Mopty et Michel Brulé (1912-1942), privant les Allemands de 93.000 tonnes de charbon pendant près de 2 semaines. C'est l'un des premiers actes de résistance collective à l'occupation nazie en France et le plus important en nombre, qui se solda par 414 arrestations en trois vagues, la déportation de 270 personnes, 130 mineurs étant par ailleurs fusillés à la Citadelle d'Arras. Après-guerre, la commune assiste à près à trois événements nationaux, la bataille de la production (1945-1947), suivie des grève des mineurs de 1947 et celles de 1948.

### Du village agricole à la commune minière
Loos-en-Gohelle est jusqu'à la moitié du XIXe siècle (essor charbonnier), un gros village dont les habitants vivent essentiellement de l'agriculture : en 1569, 350 habitants ; en 1759, 600 habitants ; en 1824, 700 habitants ; en 1851, 800 habitants.
Vers 1850, la commune devient prospère. Les paysans fertilisent les terres incultes, les « Rietz », grâce aux techniques apportées par Guislain Decrombecque. La découverte du charbon entraîne une augmentation très rapide de la population ; les cités minières sont construites autour des puits, sans aucun lien entre elles et sans liaison avec le centre dont l'appellation « village » demeure encore de nos jours.
En 1880, 2 400 habitants ; en 1911, 3 860 habitants ; en 1934, 6 045 habitants ; en 1954, 7 847 habitants ; en 1962, 7 944 habitants.
Mais la récession de l'activité charbonnière dans les années 1960 inverse ce mouvement démographique et entraîne une inquiétante crise de l'emploi : en 1968, 7 733 habitants ; en 1975, 6 958 habitants ; en 1984, 6 702 habitants.
La tendance est maintenant à la stabilisation, puisque lors du recensement de 1992, la population était estimée à 6 592 habitants, alors même que les occupants de nouveaux lotissements n'étaient pas encore installés. Elle était de 7 080 habitants au recensement de 1999. Cette stabilité s'explique notamment par les efforts consentis en matière de construction de logements sociaux et de lotissements, pour compenser les destructions massives des « maisons des mines ».
Loos-en-Gohelle est désormais  une ville dont l'activité économique est à dominante tertiaire, par l'existence d'une zone d'activités légères, et une centaine de commerces, artisans et professions libérales. Mais son vaste territoire lui garde une forte connotation rurale (une trentaine d'exploitants agricoles sur la commune) ; c'est d'ailleurs à Loos-en-Gohelle qu'est installé le service régional de protection des végétaux et depuis quelques années la fédération régionale de défense contre les organismes nuisibles (FREDON).
Enfin, son paysage reste marqué par d'énormes terrils, ceux du « 11/19 », notamment visibles de la rocade minière, des autoroutes, du TGV.

#### Extraction du charbon
Le  charbon est  découvert en 1855  dans le sous-sol loossois. À partir de cette date, l'activité minière a façonné le village initialement rural. La Compagnie des mines de Béthune y ouvre sa fosse no 5 - 5 bis. La Compagnie des mines de Lens y ouvre ses fosses nos  11, 12, 14 bis, 15 - 15 bis et 16. Après la nationalisation, un puits no 19 est adjoint à la fosse no 11.

#### Transition énergétique

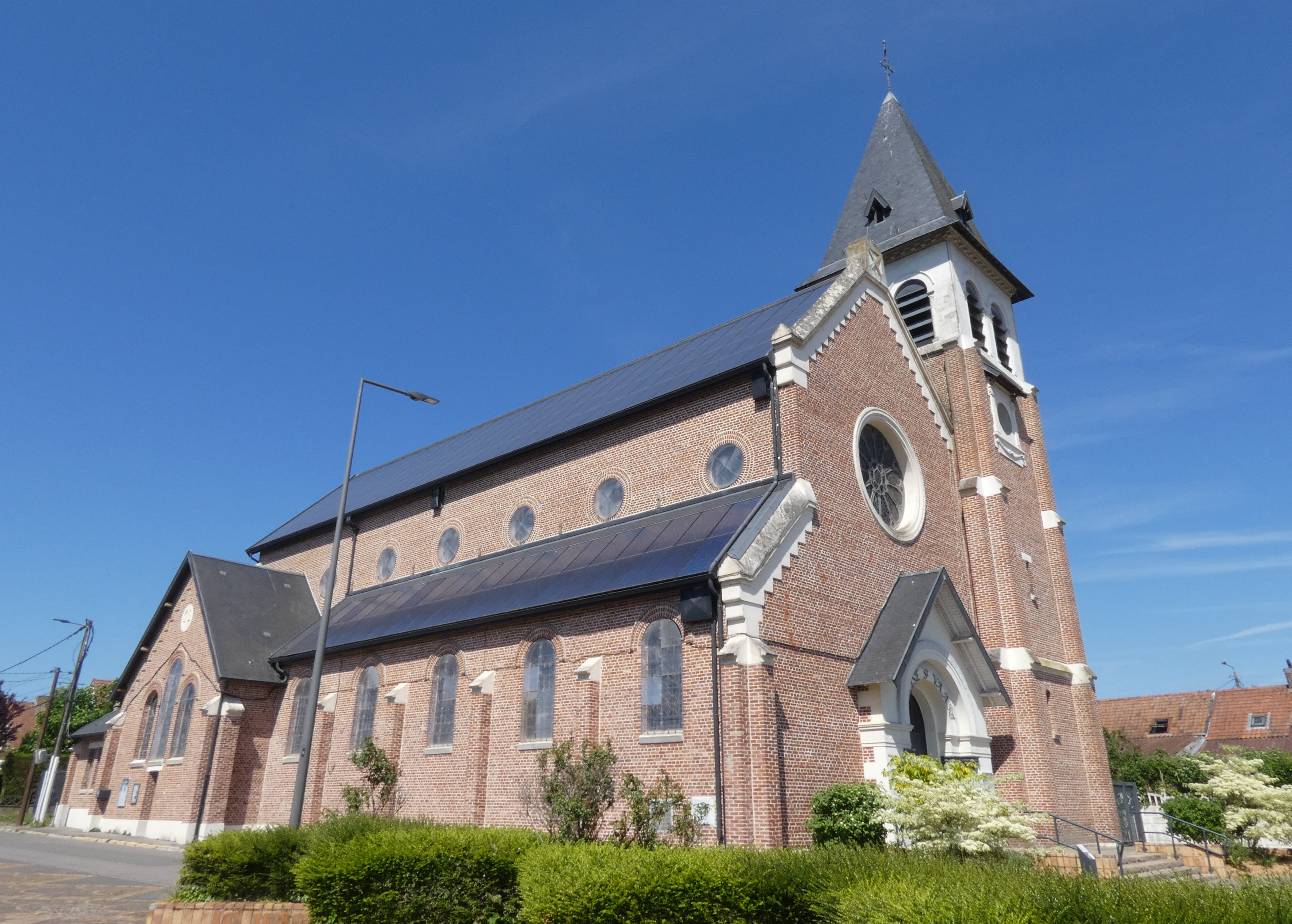
L'église Saint-Vaast et sa toiture solaire.

L'activité minière a cessé. Le bassin minier (dont les terrils de Loos-en-Gohelle et la chaîne des terrils) est maintenant inscrit au patrimoine mondial de l'UNESCO depuis le 30 juin 2012. Sous l'impulsion du maire Marcel Caron, la ville décide  de conserver ses terrils en mémoire de cette activité minière qui a marqué son histoire. Elle est également remarquée pour la politique environnementale des municipalités dirigées par le fils de Marcel Caron, Jean-François Caron, avec par exemple  un « plan solaire Loos-en-Gohelle », baptisé par les Loossois « Mine de soleil ».
La toiture de l'église Saint-Vaast est en 2013 dotée de 234 m2 de panneaux solaires.
Loos-en-Gohelle a reçu la visite du président de la République française, François Hollande qui a accueilli  sur un des terrils en 2015, à l'occasion de la COP21, une délégation de la conférence mondiale sur le climat. Son successeur, Emmanuel Macron, en 2018, comme d'autres personnalités politiques, sont montées également sur ces terrils.

## Politique et administration

### Rattachements administratifs et électoraux

#### Rattachements administratifs
La commune se trouve depuis 1962 dans l'arrondissement de Lens du département du Pas-de-Calais.
Elle faisait partie de 1801 à 1904 du canton de Lens, année où il est scindé et Loos intégré au canton de Liévin. En 1962, la commune rejoint le canton de Lens-Nord-Ouest. Dans le cadre du redécoupage cantonal de 2014 en France, cette circonscription administrative territoriale a disparu, et le canton n'est plus qu'une circonscription électorale.

#### Rattachements électoraux
Pour les élections départementales, la commune fait partie depuis 2014 du canton de Wingles
Pour l'élection des députés, elle fait partie de la troisième circonscription du Pas-de-Calais.

### Intercommunalité
Loos-en-Gohelle est membre de la communauté d'agglomération de Lens-Liévin, un établissement public de coopération intercommunale (EPCI) à fiscalité propre créé en 2000 et auquel la commune a transféré un certain nombre de ses compétences, dans les conditions déterminées par le code général des collectivités territoriales.
Cette intercommunalité succède au  district de l'agglomération de Lens-Liévin, né en 1968.

### Tendances politiques et résultats
Lors des élections municipales de 2014 dans le Pas-de-Calais, la liste EELV-PS-PCF menée par le maire sortant Jean-François Caron est la seule candidate et obtient donc la totalité des 2 437 suffrages exprimés  Ses 29 candidats sont élus conseillers municipaux, et 3 d'entre-eux conseillers communautaire.
Lors de ce scrutin, 44,33 % des électeurs se sont abstenus et 18,93 % d'entre eux ont voté blanc ou nul
Lors des élections municipales de 2020 dans le Pas-de-Calais, la liste  EÉLV menée par le maire sortant Jean-François Caron est la seule candidate et obtient donc la totalité des 1 247 suffrages exprimés. Ses 29 candidats sont élus conseillers municipaux, et 2 d'entre-eux conseillers communautaire.
Lors de ce scrutin marqué par la pandémie de Covid-19 en France, 73 % des électeurs se sont abstenus et 2,76 % d'entre eux ont voté blanc ou nul.

### Administration municipale

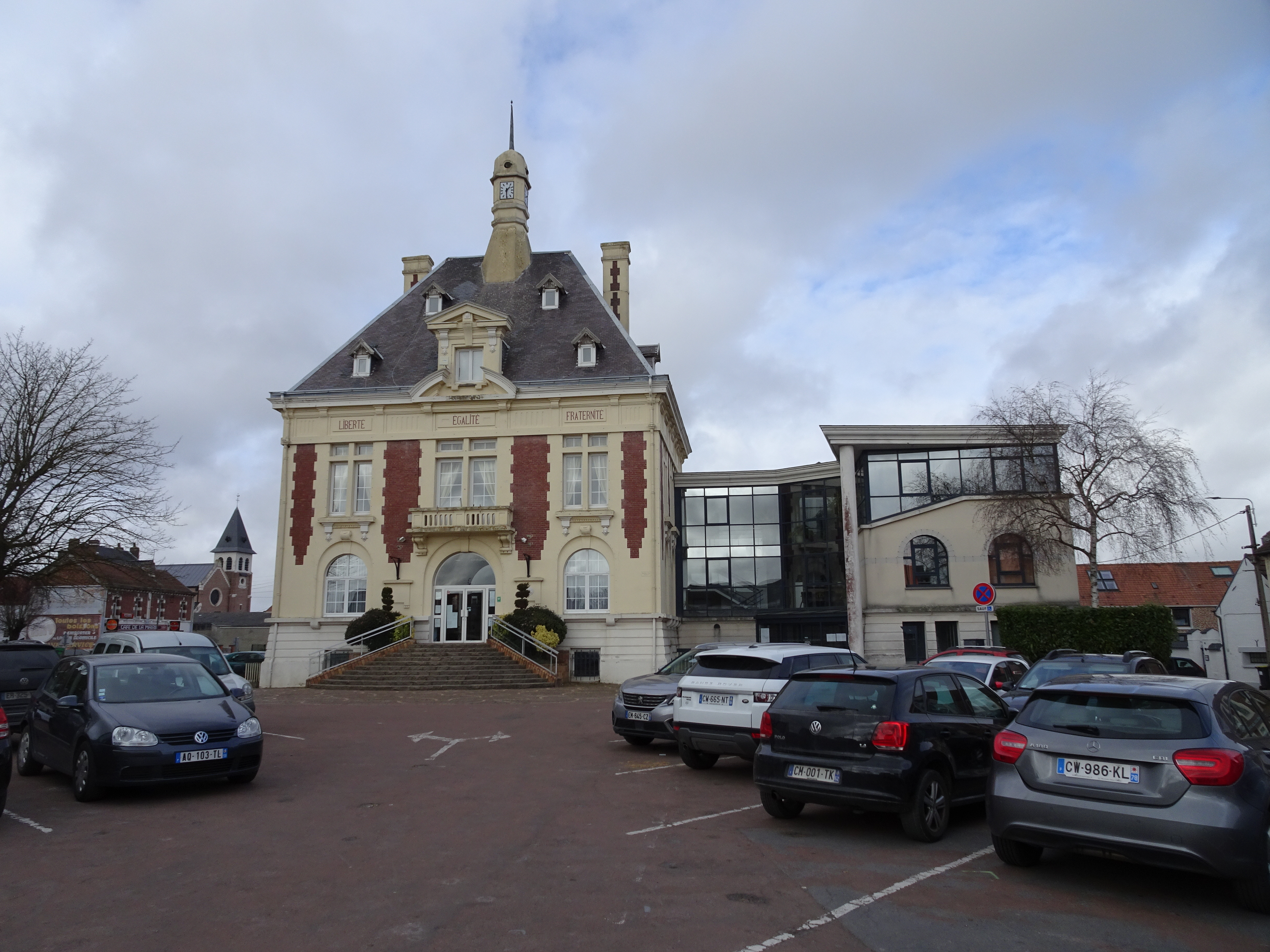
La mairie.

Le nombre d'habitants au dernier recensement étant compris entre 5 000 et 9 999, le nombre de membres du conseil municipal est de 29.

### Liste des maires
Depuis la Libération de la France, sept  maires se sont succédé :
| Période      | Période                    | Identité              | Étiquette    | Qualité |
| ------------ | -------------------------- | --------------------- | ------------ | --- |
| 1944         | octobre 1947               | Maurice Delbarre      | PCF          | Président du Comité local de libération                                                                                            |
| octobre 1947 | 1967                       | Omer Caron            |              | Employé SNCF |
| 1967         | 1972                       | Voltaire Leclercq     | SFIO puis PS | |
| 1972         | mars 1977                  | Louis Duvauchelle     | PS           | |
| mars 1977    | mars 2001                  | Marcel Caron,         | PS           | Ouvrier typographe Chevalier des Palmes académiques                                                                                |
| mars 2001    | avril 2023                 | Jean-François Caron , | EÉLV         | Kinésithérapeute, sportif de haut niveau, fils du précédent Conseiller régional du Nord-Pas-de-Calais (1992 → 2015) Démissionnaire |
| avril 2023   | En cours (au 2 avril 2022) | Geoffrey Mathon       |              | Ancien directeur général des services de Loos-en-Gohelle                                                                           |

### Politique de développement durable
La commune a engagé une politique de développement durable en lançant une démarche d'Agenda 21 en 2004,,.
Une société a été créée par des habitants de la commune pour équiper les toitures de bâtiments publics, dont l'église, de panneaux solaires : 115 habitants sont actionnaires de cette société, et huit bâtiments ont été équipés.
Un travail a été fait aussi sur le tri des déchets ou l'aménagement de routes communales en utilisant des déchets de béton recyclés.
La commune compte également, autres exemples, des  maisons à haute performance énergétique, les logements sociaux éco-construits, de la récupération d'eau (des dizaines de milliers de litres d'eau récupérés annuellement pour alimenter des sanitaires), un entretien attentif des espaces verts, ou encore une ceinture verte de 15 kilomètres, en limite des zones urbanisées, et un « corridor biologique » pour que la faune puisse enjamber l'autoroute A21, passant au sud de la commune, vers Lens.

## Équipements et services publics

### Espaces publics
La commune est labellisée « 3 fleurs » au concours des villes et villages fleuris.

### Enseignement
La commune est située dans l'académie de Lille et dépend, pour les vacances scolaires, de la zone B.
Elle administre trois écoles maternelles et trois écoles élémentaires.
Le département gère un collège : le collège René-Cassin.

### Justice, sécurité, secours et défense
La commune dépend du tribunal de proximité de Lens, du conseil de prud'hommes de Lens, du tribunal judiciaire de Béthune, de la cour d'appel de Douai, du tribunal de commerce d'Arras, du tribunal administratif de Lille, de la cour administrative d'appel de Douai et du tribunal pour enfants de Béthune.

## Population et société

### Démographie
Les habitants de la commune sont appelés les Loossois.

#### Évolution démographique
L'évolution du nombre d'habitants est connue à travers les recensements de la population effectués dans la commune depuis 1793. Pour les communes de moins de 10 000 habitants, une enquête de recensement portant sur toute la population est réalisée tous les cinq ans, les populations de référence des années intermédiaires étant quant à elles estimées par interpolation ou extrapolation. Pour la commune, le premier recensement exhaustif entrant dans le cadre du nouveau dispositif a été réalisé en 2008.

En 2022, la commune comptait 6 850 habitants, en évolution de +3,05 % par rapport à 2016 (Pas-de-Calais : −0,72 %, France hors Mayotte : +2,11 %).
| 1793 | 1800 | 1806 | 1821 | 1831 | 1836 | 1841 | 1846 | 1851 |
| ---- | ---- | ---- | ---- | ---- | ---- | ---- | ---- | ---- |
| 642  | 638  | 709  | 753  | 817  | 818  | 841  | 852  | 870  |

| 1856 | 1861 | 1866 | 1872  | 1876  | 1881  | 1886  | 1891  | 1896  |
| ---- | ---- | ---- | ----- | ----- | ----- | ----- | ----- | ----- |
| 873  | 884  | 926  | 1 018 | 2 405 | 2 745 | 2 933 | 3 206 | 3 490 |

| 1901  | 1906  | 1911  | 1921  | 1926  | 1931  | 1936  | 1946  | 1954  |
| ----- | ----- | ----- | ----- | ----- | ----- | ----- | ----- | ----- |
| 3 694 | 3 860 | 4 749 | 3 231 | 5 912 | 6 045 | 5 685 | 6 429 | 7 847 |

| 1962  | 1968  | 1975  | 1982  | 1990  | 1999  | 2006  | 2008  | 2013  |
| ----- | ----- | ----- | ----- | ----- | ----- | ----- | ----- | ----- |
| 7 944 | 7 733 | 6 958 | 6 706 | 6 561 | 6 982 | 6 830 | 6 801 | 6 581 |

| 2018  | 2022  | - | - | - | - | - | - | - |
| ----- | ----- | - | - | - | - | - | - | - |
| 6 855 | 6 850 | - | - | - | - | - | - | - |

#### Pyramide des âges
En 2018, le taux de personnes d'un âge inférieur à 30 ans s'élève à 37,4 %, soit au-dessus de la moyenne départementale (36,7 %). À l'inverse, le taux de personnes d'âge supérieur à 60 ans est de 23,9 % la même année, alors qu'il est de 24,9 % au niveau départemental.
En 2018, la commune comptait 3 275 hommes pour 3 580 femmes, soit un taux de 52,22 % de femmes, légèrement supérieur au taux départemental (51,50 %).
Les pyramides des âges de la commune et du département s'établissent comme suit.
| Hommes | Classe d’âge | Femmes |
| ------ | ------------ | ------ |
| 0,2    | 90 ou +      | 1,1    |
| 5,8    | 75-89 ans    | 8,8    |
| 15,3   | 60-74 ans    | 16,3   |
| 21,3   | 45-59 ans    | 20,4   |
| 17,7   | 30-44 ans    | 18,0   |
| 19,0   | 15-29 ans    | 16,1   |
| 20,7   | 0-14 ans     | 19,3   |

| Hommes | Classe d’âge | Femmes |
| ------ | ------------ | ------ |
| 0,5    | 90 ou +      | 1,6    |
| 5,6    | 75-89 ans    | 8,9    |
| 16,7   | 60-74 ans    | 18,1   |
| 20,2   | 45-59 ans    | 19,2   |
| 18,9   | 30-44 ans    | 18,1   |
| 18,2   | 15-29 ans    | 16,2   |
| 19,9   | 0-14 ans     | 17,9   |

### Médias
La commune de Loos-en-Gohelle a créé une chaîne nommée « LoosTv ».

## Économie

### Revenus de la population et fiscalité
En 2021, la commune compte 2 750 ménages fiscaux, regroupant 6 478 personnes.
Le revenu fiscal médian par ménage, le taux de pauvreté des ménages et la part des ménages fiscaux imposés de la commune, du département du Pas-de-Calais et de la métropole sont les suivants :
- le revenu fiscal médian par ménage de la commune est de 20 350 €, inférieur à celui du département du Pas-de-Calais (20 720 €) et inférieur à celui de la France métropolitaine (23 080 €)[Insee 7],[Insee 8],[Insee 9] ;
- le taux de pauvreté des ménages de la commune est de 19 %, de 18,4 % au niveau du département et de 14,9 % au niveau de la métropole[Insee 10],[Insee 11],[Insee 12] ;
- la part des ménages fiscaux imposés dans la commune est de 44 %, de 44,1 % au niveau du département et de 53,4 % au niveau de la métropole[Insee 7],[Insee 8],[Insee 9].

### Entreprises et commerces
La commune accueille plusieurs pôles économiques ayant le développement durable comme thème central dont le CERDD (Centre Ressource du Développement Durable), le CD2E et un pôle de compétitivité dit « TEAM² » (Technologies de l'Environnement Appliquées aux Matières et aux Matériaux) est labellisé par le CIADT du 11 mai 2010, Basés sur le site du 11-19 il est spécialisé dans le domaine des technologies du recyclage et de valorisation des déchets, et dans le domaine de la recyclabilité des matières et matériaux.
Située sur la commune, une entreprise, créée en 1993, qui regroupe plusieurs pisciculteurs, élève des truites dans des bassins situés au bord de la Canche et de l'Authie puis elles sont transférées dans des bassins au pied des terrils de la commune. L'entreprise en assure la transformation. En 2021, 1 800 tonnes ont été transformées.

## Culture locale et patrimoine

### Lieux et monuments

#### Patrimoine mondial
Depuis le 30 juin 2012, la valeur universelle et historique du bassin minier du Nord-Pas-de-Calais est reconnue et inscrite sur la liste du patrimoine mondial de l'UNESCO. Parmi les 353 sites, répartis sur 109 lieux inclus dans le périmètre du bassin minier, le site no 63 à Loos-en-Gohelle est composé de la fosse no 12 des mines de Lens, la maison de l'ingénieur, la cité pavillonnaire Saint-Albert, la fosse no 11 - 19 des mines de Lens, les terrils nos 74, 74A et 74B, respectivement dénommés 11 - 19 de Lens Est, 11 - 19 de Lens Ouest et 11 - 19 de Lens Nouveau,.

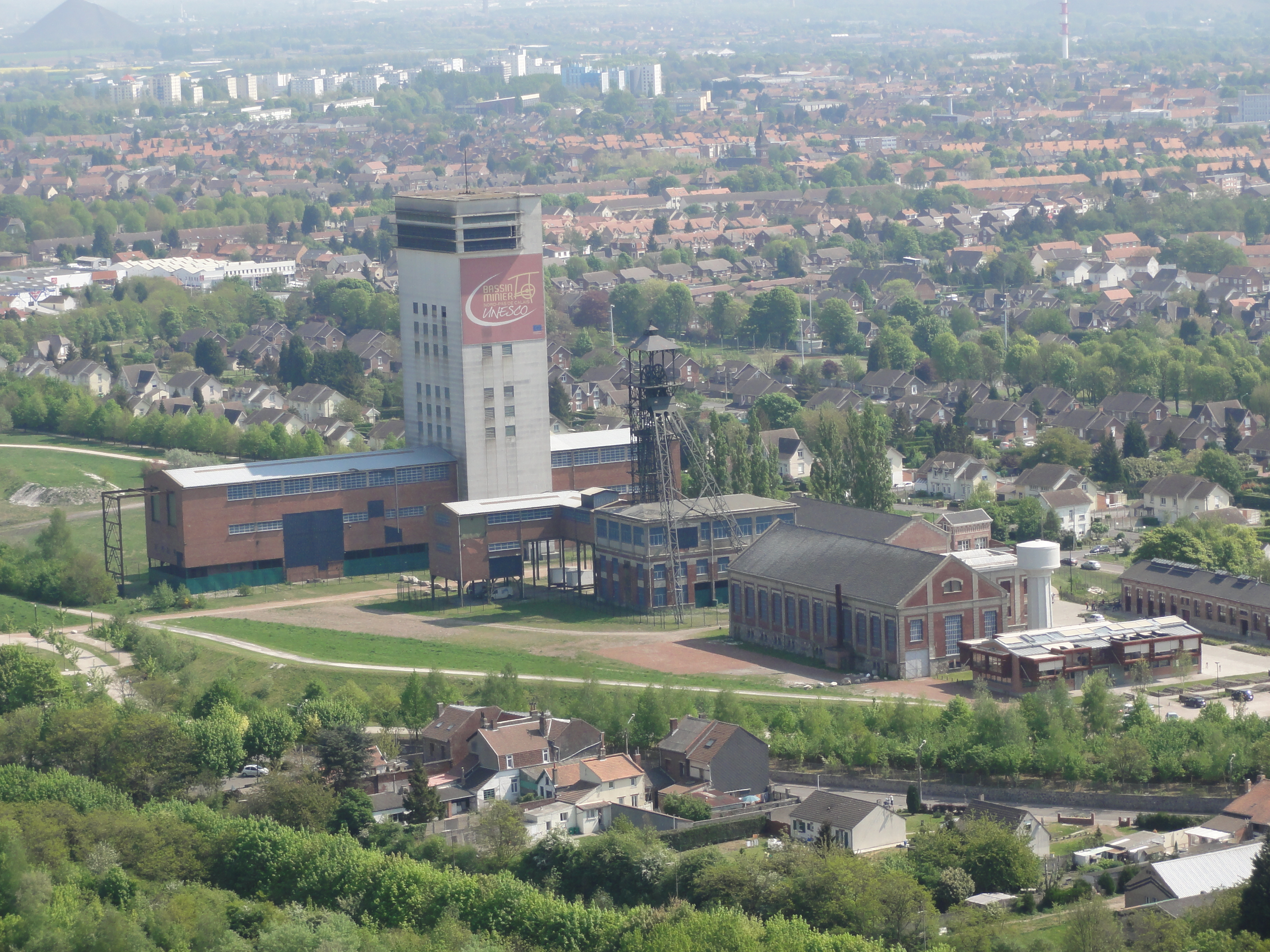
La fosse nos 11 - 19 et ses cités.

#### Monuments historiques
La commune compte deux monuments répertoriés à l'inventaire des monuments historiques.
- L'ancien site minier de la fosse 11-19 de la Compagnie des mines de Lens : sont classés en totalité depuis le 21 décembre 2009 : la tour et le bâtiment d'extraction du puits no 19 avec l'ensemble de son dispositif technique ; le chevalement ettle bâtiment d'extraction du puits no 11 avec l'ensemble de son dispositif technique ; enfin le bâtiment des machines du puits no 11 avec l'ensemble de son dispositif technique[59]. Le chevalet métallique date de 1923 et la tour moderne en béton d'une hauteur de 66 m a fonctionné de 1960 à 1986. Jusqu'en 1986, le charbon a été extrait de ce site. Aujourd'hui préservé et transformé en Écopôle, il accueille nombre d'activités culturelles, économiques et environnementales (le CERDD, le CPIE de la Chaîne des Terrils, le cd2e, Culture commune, la jardinerie Delbard…) qui en font le symbole d'un nouveau développement appelé développement durable.
- L'ancien bâtiment de la salle des pendus et des bains-douches de la fosse no 12 de la compagnie des mines de Lens, inscrit en totalité depuis le 9 octobre 2009[60].

#### Inventaire général du patrimoine culturel
Quatre monuments et lieux sont répertoriés à l'inventaire général du patrimoine culturel.
- La mine de houille dite « fosse Ernest Cuvelette »[62].
- La Brasserie Hay[63].
- La maison et jardin d'Henri Dalpez Hay[64].
- Le puits no 11 ou puits Pierre Destombes et puits no 19[65]

#### Autres lieux et monuments
- L'église Saint-Vaast. Elle présente la particularité d'avoir un toit recouvert de 200 m2 de panneaux solaires photovoltaïques qui produit 32 000 kWh par an[66].
- Le monument aux morts[67].
- Le square de la Paix[68].
- Le mémorial aux résistants, commun à la commune et à celle de Grenay[69].
- La stèle aux fusillés de 1914[70].
- Les cimetières militaires de la Première Guerre mondiale de troupes britanniques et apparentées :
  - le St. Patrick's Cemetery,
  - le Dud Corner Cemetery.

### Patrimoine culturel
Le musée Alexandre-Villedieu présente des objets d'archéologie militaire provenant de la bataille de Loos du 25 septembre 1915.
Culture commune, scène nationale du bassin minier du Pas-de-Calais est située au niveau de l'ancienne fosse n° 11 - 19 des mines de Lens.

### Personnalités liées à la commune
- Jacques Mercier (1888-1915), historien tué à Loos-en-Gohelle le 11 mai 1915. Son nom est inscrit au Panthéon parmi les 560 écrivains morts au combat pendant la Première Guerre mondiale.
- Émilienne Moreau-Évrard (1898-1971), résistante, a vécu une partie de son enfance à Loos-en-Gohelle.
- Léon Louyet (1906-1973), coureur cycliste belge, né à Loos-en-Gohelle.
- Jean Levandowski (?-1997), footballeur, né à Loos-en-Gohelle.

### Héraldique
| Blason de Loos-en-Gohelle | Blason  | Écartelé : au 1) de sinople au lion d'or lampassée de gueules, au 2) d'argent au phénix de sable sur son immortalité de gueules, au 3) d'argent aux deux pics de sable passés en sautoir, à la lampe de mineur du même allumée de gueules brochant sur le tout, au 4) de sinople aux trois gerbes de blé d'or. |
| Blason de Loos-en-Gohelle | Détails | Le statut officiel du blason reste à déterminer. |

## Pour approfondir

#### Bases de données, dictionnaires et encyclopédies
- Ressources relatives à la géographie :   - Insee (communes)
  - Ldh/EHESS/Cassini
- Ressource relative à plusieurs domaines :   - Annuaire du service public français
- Notices d'autorité :   - VIAF
  - BnF (données)
  - IdRef
  - LCCN
  - GND
  - Israël
  - WorldCat